# Дзежонзна-Шляхецька
Дзежонзна-Шляхецька (пол. Dzierzązna Szlachecka) — село в Польщі, у гміні Задзім Поддембицького повіту Лодзинського воєводства.
Населення — 110 осіб (2011).
У 1975-1998 роках село належало до Серадзького воєводства.

## Демографія
Демографічна структура станом на 31 березня 2011 року:
|          | Загалом | Допрацездатний вік | Працездатний вік | Постпрацездатний вік |
| -------- | ------- | ------------------ | ---------------- | -------------------- |
| Чоловіки | 59      | 9                  | 39               | 11                   |
| Жінки    | 51      | 10                 | 22               | 19                   |
| Разом    | 110     | 19                 | 61               | 30                   |